# Tathiana Garbin
Tathiana Garbin (* 30. Juni 1977 in Mestre) ist eine ehemalige italienische Tennisspielerin.

## Karriere
Garbin begann im Alter von drei Jahren Tennis zu spielen. Sie bevorzugte Sand- und Hartplätze.
1993 nahm sie erstmals an einem internationalen Turnier teil, 1996 begann sie ihre Profikarriere. Ab dem Jahr 2000 bis zu ihrem Rückzug im Jahr 2011 gehörte sie zu den Top 100 der WTA-Weltrangliste. Am 21. Mai 2007 erreichte sie mit Platz 22 ihre höchste Notierung; im Doppel stand sie 2001 vorübergehend auf Position 25. In ihrer Profikarriere gewann Garbin ein WTA-Turnier im Einzel und jeweils elf WTA- und ITF-Titel im Doppel. Dabei kamen insgesamt mehr als 2,6 Mio. US-Dollar Preisgeld zusammen.
Einen ihrer spektakulärsten Erfolge erzielte sie 2004 bei den French Open, als sie die damalige Weltranglistenerste Justine Henin schlug. Garbin gehörte 2000 und 2004 zum italienischen Olympiateam und trat für ihr Land auch mehrmals im Fed Cup an. 2007 erreichte sie bei den French Open erstmals das Achtelfinale eines Grand-Slam-Turniers. In Wimbledon stieß sie 2009 im Doppel mit ihrer Partnerin Kristina Barrois erstmals ins Viertelfinale vor und wurde auch in dieser Kategorie wieder unter den Top 100 notiert. 2011 verkündete sie nach den Australian Open ihr Karriereende.
Garbin spielte mehrere Jahre in der deutschen Tennis-Bundesliga. 2004 mit dem TC Moers 08 und 2008 mit dem TC Zamek Benrath wurde sie jeweils Deutsche Mannschaftsmeisterin. In der Saison 2006 war sie mit dem TC Benrath Vizemeisterin.

## Turniersiege

### Einzel
| Nr. | Datum          | Turnier    | Kategorie    | Belag     | Finalgegnerin               | Ergebnis       |
| --- | -------------- | ---------- | ------------ | --------- | --------------------------- | -------------- |
| 1.  | August 1996    | Catania    | ITF $10.000  | Sand      | Sabina Da Ponte             | 6:3, 4:6, 7:5  |
| 2.  | Mai 1997       | Novi Sad   | ITF $10.000  | Sand      | Dragana Zarić               | 6:4, 6:1       |
| 3.  | Dezember 1998  | Neu-Delhi  | ITF $75.000  | Hartplatz | Amanda Hopmans              | 6:3, 6:2       |
| 4.  | Juli 1999      | Civitanova | ITF $25.000  | Sand      | Mariana Díaz-Oliva          | 6:4, 4:6, 6:1  |
| 5.  | Dezember 1999  | Manila     | ITF $25.000  | Hartplatz | Wynne Prakusya              | 6:7, 6:0, 6:2  |
| 6.  | 23. April 2000 | Budapest   | WTA Tier IVb | Sand      | Kristie Boogert             | 6:2, 7:64      |
| 7.  | April 2001     | Caserta    | ITF $50.000  | Sand      | María José Martínez Sánchez | 3:6, 7:63, 6:2 |
| 8.  | August 2003    | Cuneo      | ITF $50.000  | Sand      | Ljubomira Batschewa         | 6:3, 6:1       |
| 9.  | Oktober 2006   | Barcelona  | ITF $75.000  | Sand      | Jekaterina Iwanowa          | 6:3, 7:5       |
| 10. | Juni 2008      | Rom        | ITF $75.000  | Sand      | Yvonne Meusburger           | 6:4, 4:6, 7:66 |
| 11. | Juli 2008      | Cuneo      | ITF $100.000 | Sand      | Sorana Cîrstea              | 6:3, 6:1       |

### Doppel
| Nr. | Datum            | Turnier    | Kategorie         | Belag     | Partnerin            | Finalgegnerinnen                            | Ergebnis          |
| --- | ---------------- | ---------- | ----------------- | --------- | -------------------- | ------------------------------------------- | ----------------- |
| 1.  | August 1996      | Catania    | ITF $10.000       | Sand      | Francesca Guardigli  | Debby Haak Franke Joosten                   | 6:2, 7:5          |
| 2.  | April 1998       | Athen      | ITF $25.000       | Sand      | Alice Canepa         | Alice Pirsu Andreea Ehritt-Vanc             | 5:7, 6:2, 6:4     |
| 3.  | Juli 1998        | Orbetello  | ITF $10.000       | Sand      | Alice Canepa         | Fabiola Zuluaga Melissa Mazzotta            | 6:2, 6:3          |
| 4.  | Juli 1998        | Orbetello  | ITF $25.000       | Sand      | Alice Canepa         | Melissa Mazzotta Fabiola Zuluaga            | 6:2, 6:3          |
| 5.  | Oktober 1999     | Rhodos     | ITF $25.000       | Sand      | Amanda Hopmans       | Lenka Cenková Alicia Ortuño                 | 4:6, 6:0, 7:6     |
| 6.  | April 2000       | Dubai      | ITF $75.000       | Hartplatz | Katalin Marosi       | Angelika Bachmann Tina Križan               | 7:65, 6:3         |
| 7.  | 14. Mai 2000     | Warschau   | WTA Tier IVb      | Sand      | Janette Husárová     | Iroda Toʻlaganova Hanna Saporoschanowa      | 6:3, 6:1          |
| 8.  | 25. Februar 2001 | Bogotá     | WTA Tier III      | Sand      | Janette Husárová     | Laura Montalvo Paola Suárez                 | 6:4, 2:6, 6:4     |
| 9.  | 22. April 2001   | Budapest   | WTA Tier V        | Sand      | Janette Husárová     | Zsófia Gubacsi Dragana Zarić                | 6:1, 6:3          |
| 10. | 15. Juli 2001    | Palermo    | WTA Tier V        | Sand      | Janette Husárová     | María José Martínez Anabel Medina Garrigues | 4:6, 6:2, 6:4     |
| 11. | 12. Januar 2002  | Hobart     | WTA Tier V        | Hartplatz | Rita Grande          | Catherine Barclay Christina Wheeler         | 6:2, 7:63         |
| 12. | 5. Mai 2002      | Bol        | WTA Tier III      | Sand      | Angelique Widjaja    | Jelena Bowina Henrieta Nagyová              | 7:5, 3:6, 6:4     |
| 13. | 11. Januar 2003  | Canberra   | WTA Tier V        | Hartplatz | Émilie Loit          | Dája Bedáňová Dinara Safina                 | 6:3, 3:6, 6:4     |
| 14. | 15. Januar 2005  | Canberra   | WTA Tier V        | Hartplatz | Tina Križan          | Gabriela Navrátilová Michaela Paštiková     | 7:5, 1:6, 6:4     |
| 15. | Juni 2009        | Marseille  | ITF $100.000+H    | Sand      | María Emilia Salerni | Timea Bacsinszky Jelena Bowina              | 6:74, 6:3, [10:7] |
| 16. | September 2009   | Sofia      | ITF $100.000      | Sand      | Timea Bacsinszky     | Polona Hercog Petra Martić                  | 6:2, 7:64         |
| 17. | September 2009   | Saint Malo | ITF $100.000+H    | Sand      | Timea Bacsinszky     | Andreja Klepač Aurélie Védy                 | 6:3 Aufgabe       |
| 18. | November 2009    | Ortisei    | ITF $100.000+H    | Teppich   | Timea Bacsinszky     | Galina Woskobojewa Barbora Strýcová         | 6:2, 6:2          |
| 19. | 11. Juli 2010    | Budapest   | WTA International | Sand      | Timea Bacsinszky     | Sorana Cîrstea Anabel Medina Garrigues      | 6:3, 6:3          |
| 20. | 18. Juli 2010    | Prag       | WTA International | Sand      | Timea Bacsinszky     | Monica Niculescu Ágnes Szávay               | 7:5, 7:64         |
| 21. | Oktober 2010     | Torhout    | ITF $100.000+H    | Hartplatz | Timea Bacsinszky     | Michaëlla Krajicek Yanina Wickmayer         | 6:4, 6:2          |
| 22. | 24. Oktober 2010 | Luxemburg  | WTA International | Hartplatz | Timea Bacsinszky     | Iveta Benešová Barbora Záhlavová-Strýcová   | 6:4, 6:4          |

## Abschneiden bei Grand-Slam-Turnieren

### Einzel
| Turnier         | 1998 | 1999 | 2000 | 2001 | 2002 | 2003 | 2004 | 2005 | 2006 | 2007 | 2008 | 2009 | 2010 | 2011 | Karriere |
| --------------- | ---- | ---- | ---- | ---- | ---- | ---- | ---- | ---- | ---- | ---- | ---- | ---- | ---- | ---- | -------- |
| Australian Open | Q1   | 1    | 1    | 1    | 2    | 2    | 1    | 2    | 1    | 3    | 2    | 2    | 3    | 1    | 3        |
| French Open     | —    | —    | 3    | 2    | 2    | 2    | 3    | 2    | 3    | AF   | 1    | 3    | 2    | —    | AF       |
| Wimbledon       | —    | —    | 1    | 1    | 1    | 1    | 1    | 1    | 2    | 2    | 1    | 2    | 1    | —    | 2        |
| US Open         | —    | —    | 3    | —    | 1    | 2    | 2    | 1    | 2    | 1    | 3    | 2    | 1    | —    | 3        |

Zeichenerklärung: S = Turniersieg; F, HF, VF, AF = Einzug ins Finale / Halbfinale / Viertelfinale / Achtelfinale; 1, 2, 3 = Ausscheiden in der 1. / 2. / 3. Hauptrunde; Q1, Q2, Q3 = Ausscheiden in der 1. / 2. / 3. Runde der Qualifikation; n. a. = nicht ausgetragen

### Doppel
| Turnier         | 1998 | 1999 | 2000 | 2001 | 2002 | 2003 | 2004 | 2005 | 2006 | 2007 | 2008 | 2009 | 2010 | 2011 | Karriere |
| --------------- | ---- | ---- | ---- | ---- | ---- | ---- | ---- | ---- | ---- | ---- | ---- | ---- | ---- | ---- | -------- |
| Australian Open | —    | 1    | AF   | 2    | 2    | 2    | 1    | 2    | 2    | 2    | 2    | 1    | 2    | 2    | AF       |
| French Open     | —    | —    | 1    | 1    | AF   | AF   | 2    | 2    | 1    | 1    | 1    | 1    | 1    | —    | AF       |
| Wimbledon       | 1    | —    | 1    | AF   | 1    | 2    | 2    | 1    | AF   | 1    | 1    | VF   | 2    | —    | VF       |
| US Open         | —    | —    | AF   | —    | 1    | 1    | AF   | 2    | 1    | AF   | 2    | 1    | AF   | —    | AF       |

### Mixed
| Turnier         | 2000 | 2001 | 2002 | 2003 | 2004 | 2005 | 2006 | 2007 | 2008 | 2009 | 2010 | Karriere |
| --------------- | ---- | ---- | ---- | ---- | ---- | ---- | ---- | ---- | ---- | ---- | ---- | -------- |
| Australian Open | —    | —    | —    | —    | —    | —    | —    | 1    | —    | —    | —    | 1        |
| French Open     | —    | AF   | —    | —    | —    | —    | —    | AF   | —    | —    | VF   | VF       |
| Wimbledon       | 2    | 2    | 2    | 1    | 2    | 1    | —    | —    | —    | —    | 2    | 2        |
| US Open         | —    | —    | —    | —    | —    | 1    | —    | —    | —    | —    | —    | 1        |